# Arbre del cautxú
L'arbre del cautxú o hevea (Hevea brasiliensis),és un arbre de la família de les euforbiàcies, de 20 a 30 m d'alçària. El tronc és recte i cilíndric de 3 a 6 decímetres de diàmetre, de fusta branca i lleugera. Les seves fulles són compostes trifoliadas, alternes, de 16 cm de longitud, per 6 a 7 cm d'ample; deixa caure parcialment les fulles durant l'estació seca, abans de la qual les fulles de la copa de l'arbre es tornen de color vermellós. Les flors són petites i reunides en àmplies panícules: Produeix des dels 4 anys fruits, cada un dels quals és una gran càpsula de 4 cm de diàmetre que s'obre en valves, amb llavors riques en oli.
El seu làtex és blanc o groguenc i abundant fins als 25 anys de l'arbre. D'ell es fabrica el cautxú, després de sagnar el tronc mitjançant incisions angulars en V. Aquest làtex conté 30 a 36% d'hidrocarbur del cautxú, 0,5% de cendres, 1,5% de proteïnes, 2% de resina i 0,5% de quebrachitol. El cautxú també pot obtenir-se del latex d'altres arbres del gènere Hevea (v.g. H. guianensis i H. pauciflora).
Aquest arbre és originari de la conca hidrogràfica del riu Amazones, on existia en abundància i amb exclusivitat, característiques que van generar l'apogeu o febre del cautxú, període de la història sud-americana de molta riquesa i puixança per a empresaris que es van assentar a la regió amazònica i alhora de desastre per a la població indígena, fins que els anglesos es van apoderar del lucratiu negoci, en treure el botànic Henry A. Wickham il·legalment del Brasil llavors d'aquest arbre, el 1876, per establir plantacions al Malàisia, Myanmar, Ceilan i Àfrica subsahariana. Per a 1914 la quantitat de cautxú obtingut de plantacions ja superava l'extreta d'arbres silvestres.